# KRDC
KRDC (1110 kHz) é uma estação de rádio AM comercial licenciada para Pasadena, Califórnia, servindo a Grande Los Angeles como uma transmissão simultânea em tempo integral da afiliada da ESPN Radio, KSPN. A estação pertence e é operada pela The Walt Disney Company e é a única propriedade de rádio remanescente pertencente ao conglomerado sob a subsidiária ABC, Inc..
A KRDC era transmitida no formato HD (híbrido) até o final de 2014, quando todas as afiliadas da Radio Disney foram vendidas, exceto a estação de Los Angeles, que voltou às transmissões analógicas. A KRDC ainda está licenciada para operação digital (HD).
Por 18 anos, AM 1110 foi a estação principal da Radio Disney, transportando o serviço principal de 2003 a 2017 como KDIS, depois Radio Disney Country de 2017 até seu fechamento no final de 2020 como KRDC; desde então, a KRDC transmite simultaneamente a KSPN (uma antiga estação irmã até ser vendida para a Good Karma Brands).
1110 AM é uma frequência de canal livre dos Estados Unidos; para proteger a KFAB em Omaha, Nebraska, a KRDC reduz a potência para 20.000 watts e muda para um sinal direcional à noite.